# 81ª Squadriglia aeroplani
La 81ª Squadriglia aeroplani del Corpo Aeronautico era un reparto di volo italiano costituito nei tardi anni dieci e disciolto nei primi anni quaranta del XX secolo.
La squadriglia, fu operativa sia durante la prima che la seconda guerra mondiale.

## Storia

### Prima guerra mondiale
La Squadriglia venne costituita al Centro formazione squadriglie del Campo di aviazione di Arcade il 20 marzo 1917 ed il 20 aprile si trasferisce a Borgnano alle dipendenze del II Gruppo (poi 2º Gruppo) per la 2ª Armata al comando al capitano Salvatore Calori dotata di 12 Nieuport 11 ed altri 7 piloti tra cui il tenente Gastone Novelli (aviatore) ed il Sottotenente Flavio Torello Baracchini.
Il 27 aprile arriva anche il ten. Alessandro Buzio.
Il 1º maggio il sergente Ennio Sorrentino abbatte un Hansa-Brandenburg C.I della Flik 2 su Vipacco.
Il 15 maggio 1917 Baracchini ottiene la prima vittoria abbattendo un aereo Br. C.1, presso Aisovizza. 
Il 20 maggio il Maggiore Pier Ruggero Piccio comandante del X Gruppo (poi 10º Gruppo), in concorso con Baracchini su Nieuport 11, riuscì ad avere la meglio su un altro Brandenburg. 
Il 23 maggio 1917 alle 8,30 da 4000 metri il “Nieuport” 80 hp di Baracchini attacca un “Albatros” sui 3000 metri obbligandolo a discendere con una scarica: l'”Albatros” si allontanò verso Aidussina. Era la seconda vittoria di Baracchini su Nieuport 11 a danni dell'Hansa-Brandenburg C.I 129.38 del Fluggeschwader I (FlG I). Il 24 maggio Baracchini su Nieuport 11 consegue una vittoria.
Dopo la quarta vittoria all'inizio di giugno (3 Br. C.1 ed un Albatros), il capitano Calori affida a Baracchini uno dei primi Nieuport 17.
Novelli ottenne la sua prima vittoria in combattimento il 3 giugno 1917, abbattendo un biposto Br. C.1 della Flik 4 ed ebbe altre due vittorie fino al giugno 1917 ed il Tenente Buzio proveniente dalla 75ª Squadriglia che con un'altra vittoria riceve la Medaglia d'argento al Valor Militare.
Il 3 giugno Baracchini su Nieuport 11 abbatte il Brandenburg C.I 129.02 della Flik 4 ad oriente di Vertoiba.
Dal 3 al 26 giugno Baracchini conquista l'allora record del maggior numero di aeroplani abbattuti nel più breve periodo: 9 velivoli in 36 giorni. Dopo un mese di attività è già il terzo miglior asso italiano, dietro a Francesco Baracca e Luigi Olivari, e riceve la Medaglia d'oro al valor militare.
Il 22 giugno Baracchini e Novelli abbattono un Br. C1 con il serg. Domenico Piaggio della 77ª Squadriglia aeroplani vicino a Staragora.
Il 24 giugno Calori lascia il comando al cap. Mario Zoboli, il 9 luglio il reparto è inquadrato nel VI Gruppo (poi 6º Gruppo caccia) per la IV Armata ed il 14 luglio Baracchini passa alla 76ª Squadriglia Caccia.
In luglio arrivano altri Ni 17 ed il 31 luglio Buzio abbatte un Br. C.1.
Il 10 agosto la squadriglia costituisce il Sottogruppo Aeroplani di Borgnano con la 76 e la 78ª Squadriglia aeroplani da caccia ed il 13 agosto dispone di 12 Ni 17 dei quali 7 operativi.
Nell'ambito della battaglia di Caporetto il 27 ottobre ripiega all'Aeroporto di Aviano, il 31 ad Arcade ed il 9 novembre all'Aeroporto di Istrana.
Il 10 novembre il reparto è dotato di 7 Nieuport 27.
Nel 1917 la squadriglia ha svolto 1650 voli di guerra sostenendo 150 combattimenti per 15 vittorie ufficiali.
Il 1º gennaio 1918 il reparto dispone di 14 piloti tra cui il serg. Gino Allegri che sempre in gennaio verrà trasferito ed in seguito prenderà parte al volo su Vienna con Gabriele D'Annunzio.
Il 2 febbraio si sposta al Campo di aviazione di Isola di Carturo ed il 17 febbraio al Campo di aviazione di Casoni di Mussolente dove arrivano i primi Hanriot HD.1.
Il 25 marzo Zoboli lascia il comando al Cap. Renato Mazzucco ed il 1º aprile il reparto è dotato di 12 Hanriot e 5 Ni 27.
Il 22 aprile Ennio Sorrentino rivendica un caccia sul monte Asolone (vicino al monte Grappa).
Il 31 maggio 1918 il comandante dell'aviazione Augusto Gallina assegna Baracchini nuovamente alla 81ª che stava vivendo un momento di profonda crisi, in termini di risultati. Il ritorno di Baracchini avrebbe donato nuove forze alla squadriglia. La squadriglia, rinvigorita dai nuovi risultati, effettua numerosi scontri lungo il Piave e partecipa attivamente alla battaglia del solstizio.
Baracchini diventa quindi il miglior asso vivente dell'aviazione italiana. 
Il 20 giugno il Serg. Carlo Corti rivendica uno dei due caccia che abbattono l'Hanriot del Serg. Antonio Nava.
Il 25 giugno Baracchini raggiunge la 31ª vittoria abbattendo un caccia, è a tre sole lunghezze dal record di Baracca ma rimane gravemente ferito da una mitragliatrice da terra.
Al 30 giugno l'unità dispone di 14 Hanriot di cui uno per i voli notturni, 5 Ni 27 e 15 piloti tra cui il Ten. Manillo Zerbinati che sarà il primo Presidente del Aero Club Milano dal 1926 e Presidente dell'Aero Club d'Italia dal 1948 al 1964.
Il 31 luglio il Serg. Carlo Ciampitti abbatte con il Caporale Aldo Astolfi il caccia Aviatik D.I dell'Asso dell'aviazione Frank Linke-Crawford, il 26 ottobre la squadriglia entra nella Massa da Caccia e lo stesso giorno il Serg. Carlo Corti ottiene una vittoria sul Col dell'Orso vicino al Monte Grappa.
Al termine delle ostilità il reparto è dotato di 21 Hanriot ed un Nieuport per 17 piloti.
Nel 1918 la squadriglia ha fatto 2.468 missioni con 80 combattimenti per 19 vittorie confermate.
Le vittorie degli assi della squadriglia furono:
- Baracchini 16;
- Novelli 3;
- Buzio 1.[8]

La Squadriglia fu ricostruita nel 1923 in seno al 6º Gruppo caccia del 1º Stormo Caccia Terrestre sugli Hanriot HD.1 della Regia Aeronautica e dislocata sul Campo di Aviano.

### II guerra mondiale
Nel secondo conflitto mondiale, dal 1940 il 6º Gruppo del 1º Stormo si trasferisce all'Aeroporto di Catania-Fontanarossa con 9 M.C.200 iniziando il servizio di protezione dell'isola e quello di scorta ai trimotori SM-79 che si recavano a bombardare Malta ed avevano bisogno di protezione contro la caccia inglese.
Il 10 dicembre 1941 è all'Aeroporto di Martuba.
Ai primi di novembre 1942 la Squadriglia fu dislocata prima all'Aeroporto di Albenga e dal giorno 14 all'Aeroporto di Decimomannu, iniziando un nuovo periodo di attività bellica in servizio di scorta a convogli navali diretti in Tunisia. Il 24 dicembre la squadriglia fu trasferita all'Aeroporto di Pantelleria, poi si porta a Sfax, nei primi giorni di gennaio sugli M.C.202 e nell'aprile 1943 si sposta con tutto il gruppo di appartenenza a Biserta.
Il 17 maggio 1943, la Squadriglia si rischiera a Catania, il 25 successivo la stessa viene trasferita a Osoppo e successivamente sull'Aeroporto di Trieste-Ronchi dei Legionari, ove rimase fino all'8 settembre 1943, data in cui venne sciolta.

### Nel dopoguerra
Il 1º febbraio 1956, fu ricostituita in seno al 6º Gruppo C.O.T., che dipendeva direttamente dalla 51ª Aerobrigata (ex 51º Stormo). Il 1º maggio 1956 il 6º Gruppo passò alle dipendenze del neo costituito 1º Stormo caccia Ogni Tempo, inserito a sua volta nella 51ª Aerobrigata. Il 1º maggio 1959, il 1º Stormo fu disciolto unitamente agli enti dipendenti.
Il personale della Squadriglia rientra in Italia all’inizio del 1959 dopo l'addestramento negli Stati Uniti sul sistema missilistico Nike Ajax e fu provvisoriamente dislocato sull’Aeroporto di Padova, con la denominazione di 4ª Squadriglia, inserita nel 3º Gruppo. 
Dal 20 maggio 1959 l’Unità intercettori teleguidati prese il nome di 81ª Squadriglia della 1ª Aerobrigata intercettori teleguidati e fu dislocata, come sede stanziale, nella Base di Chioggia dal 17 giugno 1959, diventando operativa lo stesso mese.